# Патрик, Роберт
Ро́берт Хэ́ммонд Па́трик-мла́дший (англ. Robert Hammond Patrick, Jr.; род. 5 ноября 1958, Мариетта, Джорджия, США) — американский актёр. Наиболее известен по ролям жидкометаллического робота T-1000 в фантастическом боевике «Терминатор 2: Судный день», агента Джона Доггетта в телесериале «Секретные материалы», Бака в фильме «От заката до рассвета 2: Кровавые деньги из Техаса» и агента Кейба Галло в телесериале «Скорпион».

## Биография
Роберт Патрик, старший из пятерых детей, родился в городе Мариетта, штат Джорджия, в семье Надин и Роберта Патрика-старшего, банкира. Его родные братья и сёстры — Ричард (фронтмен индастриал-рок-группы Filter), Чери, Карен и Льюис. Английского и шотландско-ирландского происхождения.
Своё детство он провёл в Бей-Виллидж, штат Огайо. В 1977 году окончил школу High Farmington в Фармингтоне, штат Мичиган. Учился в университете Bowling Green State, увлекался лёгкой атлетикой и футболом, но университет не окончил; тогда же у него появился интерес к актёрскому мастерству.
После окончания колледжа работал маляром вплоть до 1984 года, когда на озере Эри произошёл несчастный случай. Он плавал на лодке вместе с братом Льюисом и его друзьями, когда неожиданно лодка разбилась о камни. Им с трудом удалось спастись, а сам Роберт чуть не утонул. После этого в возрасте 26 лет он переехал из Огайо в Лос-Анджелес, штат Калифорния. В первые годы пребывания в Лос-Анджелесе он работал в баре и жил в своём автомобиле.

### Карьера
Карьера Патрика началась с небольших ролей в малобюджетных фильмах. До роли в фильме «Терминатор 2: Судный день», которая принесла ему успех, Патрик снялся в различных телефильмах. Также он появился в фильме «Крепкий орешек 2» в короткой роли О’Рейли, члена террористической организации.
В 1990 году он прошёл кастинг на роль робота Т-1000 в «Терминаторе 2». Джеймс Кэмерон, режиссёр фильма, сказал, что он выбрал Патрика на роль из-за его внешности. Эта работа стала успешной для Роберта.
После «Терминатора 2» Патрик снялся в различных фильмах, таких как «Последний киногерой» (1993) (появился в качестве камео терминатора Т-1000 из фильма «Терминатор 2: Судный день»), «Огонь в небе» (1993) и «Стриптиз» (1996).
Впоследствии Роберт увлёкся боевыми искусствами. Он снялся в двух фильмах про боевые искусства «Двойной дракон» и «Гонконг 97», вышедшие в 1994 году.
Его роль в «Огонь в небе» привлекла внимание создателя телесериала «Секретные материалы» Криса Картера. Так Роберту досталась главная роль агента Джона Доггетта. Брат Роберта, Ричард, написал музыку для саундтрека The X-Files: Album. Роль Джона Доггетта, к удивлению многих, была воспринята в основном положительными отзывами от кинокритиков и поклонников сериала. Из-за успеха в сериале «Секретные материалы» Патрик несколько раз появлялся во многих журналах. Журнал TV Guide отметил его как одного из десяти самых сексуальных мужчин в жанре научной фантастики.
В 2000 году Патрик появился в трёх эпизодах телесериала «Клан Сопрано» в роли Дэвида Скэтино. Четыре года спустя он появился в пилотных эпизодах телесериала «Звёздные врата: Атлантида» «Пробуждение», состоящих из двух частей, в роли полковника вооружённых сил США Маршалла Самнера.
Также Патрик сыграл отца Джонни Кэша в фильме «Переступить черту» и отца Элвиса Пресли, Вернона Пресли, в мини-сериале «Элвис». В октябре 2006 года он снялся в фильме «Морской пехотинец» в роли Рима. Он также появился в фильме «Мы — одна команда» в роли Рика Толли. На его счету также главная роль в эпизоде телесериала «Остаться в живых» и озвучка Мастера Пиандао в 3 сезоне мультсериала «Аватар: Легенда об Аанге».
Он также появился в музыкальном клипе Мита Лоуфа «Objects in the Rear View Mirror May Appear Closer than They Are» вместе с Уиллом Эстесом.

### Личная жизнь
Во время съёмок фильма «Терминатор 2: Судный день» Роберт познакомился с актрисой Барбарой Хупер. Впоследствии они поженились. У них есть двое детей — сын Самуил и дочь Остин (названа в честь полицейского, в которого превратился Т-1000 в фильме «Терминатор 2»).
Байкер. Является президентом мотоклуба Boozefighters.
Актер имеет активную гражданскую позицию. После вторжения России на Украину (2022) Патрик записал видеобращение в поддержку украинского народа.

## Избранная фильмография
| Год          |     | Русское название                                | Оригинальное название                    | Роль                                 |
| ------------ | --- | ----------------------------------------------- | ---------------------------------------- | ------------------------------------ |
| 1987         | ф   | Глаз орла                                       | Eye of the Eagle                         | Джонни Рэнсом                        |
| 1988         | ф   | Инстинкт убийцы                                 | Killer Instinct                          | Джонни Рэнсом                        |
| 1989         | с   | Новые приключения Лесси                         | The New Lassie                           | Расс                                 |
| 1990         | ф   | Крепкий орешек 2                                | Die Hard 2                               | О’Рейли                              |
| 1991         | ф   | Терминатор 2: Судный день                       | Terminator 2: Judgment Day               | T-1000                               |
| 1991         | ки  | Терминатор 2: Судный день                       | Terminator 2: Judgment Day               | T-1000                               |
| 1992         | с   | Байки из склепа                                 | Tales from the Crypt                     | Лотар                                |
| 1992         | ф   | Мир Уэйна                                       | Wayne's World                            | T-1000                               |
| 1993         | ф   | Огонь в небе                                    | Fire in the Sky                          | Майк Роджерс                         |
| 1993         | ф   | Последний киногерой                             | Last Action Hero                         | T-1000                               |
| 1993         | мс  | Коты быстрого реагирования                      | SWAT Kats: The Radical Squadron          | доктор Литер Гринбокс                |
| 1994         | ф   | Нулевой допуск                                  | Zero Tolerance                           | Джефф Дуглас                         |
| 1994         | ф   | Двойной дракон                                  | Double Dragon                            | Кого Шуко                            |
| 1994         | ф   | Гонконг 97                                      | Hong Kong 97                             | Реджинальд Кэмерон                   |
| 1995—1996    | с   | За гранью возможного                            | The Outer Limits                         | майор Джон Стоукс                    |
| 1995         | тф  | Язык тела                                       | Body Language                            | Делберт Рэдли                        |
| 1995         | ф   | Западня                                         | Decoy                                    | Джек Трэвис                          |
| 1995         | ки  | Раскоп                                          | The Dig                                  | Бостон Лоу                           |
| 1996         | кор | Т2 3-D: Битва сквозь время                      | T2 3-D: Battle Across Time               | T-1000                               |
| 1996         | мс  | Супермен                                        | Superman: The Animated Series            | Лебо                                 |
| 1996         | ф   | Стриптиз                                        | Striptease                               | Даррелл Грант                        |
| 1997         | ф   | Полицейские                                     | Cop Land                                 | Джек Ракер                           |
| 1998         | ф   | Отряд спасения                                  | Rogue Force                              | Джейк Макинрой                       |
| 1998         | ф   | Факультет                                       | The Faculty                              | тренер Уиллис                        |
| 1998         | в   | Тактическое нападение                           | Tactical Assault                         | полковник Ли Бэннинг                 |
| 1999         | в   | От заката до рассвета 2: Кровавые деньги Техаса | From Dusk till Dawn 2: Texas Blood Money | Бак                                  |
| 1999         | мс  | Крутые бобры                                    | The Angry Beavers                        | Уингнат                              |
| 2000         | с   | Клан Сопрано                                    | The Sopranos                             | Дэвид Скэтино                        |
| 2000         | мс  | Бэтмен будущего                                 | Batman Beyond                            | Ричард Армакост                      |
| 2000—2002    | с   | Секретные материалы                             | The X-Files                              | Джон Доггетт                         |
| 2001         | ф   | Дети шпионов                                    | Spy Kids                                 | мистер Лисп                          |
| 2002         | ф   | Детоксикация                                    | D-Tox                                    | Питер Ноа                            |
| 2002         | ф   | Обратный ход                                    | Backflash                                | Рэй Беннетт                          |
| 2002         | кор | Отсчёт                                          | Ticker                                   | агент ФБР                            |
| 2003         | ф   | Ангелы Чарли: Только вперёд                     | Charlie's Angels: Full Throttle          | Рэй Картер                           |
| 2004         | ф   | Команда 49: Огненная лестница                   | Ladder 49                                | Ленни Рихтер                         |
| 2004         | с   | Звёздные врата: Атлантида                       | Stargate Atlantis                        | полковник Маршалл Самнер             |
| 2005         | с   | Остаться в живых                                | Lost                                     | Хиббс                                |
| 2005         | с   | Закон и порядок: Специальный корпус             | Law & Order: Special Victims Unit        | Рэй Шенкель                          |
| 2005         | мс  | Дак Доджерс                                     | Duck Dodgers                             | Дж. Эдгар Ашкан                      |
| 2005         | мтф | Элвис. Ранние годы                              | Elvis                                    | Вернон Пресли                        |
| 2005         | ки  | The Outfit                                      | The Outfit                               | Дьюс Уильямс                         |
| 2005         | ф   | Переступить черту                               | Walk the Line                            | Рэй Кэш                              |
| 2006         | ф   | Огненная стена                                  | Firewall                                 | Гари Митчелл                         |
| 2006—2008    | с   | Отряд «Антитеррор»                              | The Unit                                 | полковник Том Райан                  |
| 2006         | мс  | Бен-10                                          | Ben 10                                   | Фил                                  |
| 2006         | ф   | Морской пехотинец                               | The Marine                               | Роум                                 |
| 2006         | ф   | Флаги наших отцов                               | Flags of Our Fathers                     | полковник Чендлер Джонсон            |
| 2006         | ф   | Мы — одна команда                               | We Are Marshall                          | тренер Рик Толли                     |
| 2007         | ф   | Мост в Терабитию                                | Bridge to Terabithia                     | Джек Ааронс                          |
| 2007         | ф   | Шары ярости                                     | Balls of Fury                            | сержант Пит Дайтона                  |
| 2007—2008    | мс  | Аватар: Легенда об Аанге                        | Avatar: The Last Airbender               | мастер Пиандао                       |
| 2008         | мс  | Бэтмен                                          | The Batman                               | Человек-ястреб                       |
| 2008         | мф  | Мухнём на Луну                                  | Fly Me to the Moon                       | Луи                                  |
| 2008         | ф   | Снежный человек                                 | Strange Wilderness                       | Гас Хейден                           |
| 2009         | ф   | Вскрытие                                        | Autopsy                                  | доктор Дэвид Бенуэй                  |
| 2009         | ф   | Безумный спецназ                                | The Men Who Stare at Goats               | Тодд Никсон                          |
| 2009         | с   | Морская полиция: Спецотдел                      | NCIS                                     | полковник Мертон Белл                |
| 2010         | с   | Ясновидец                                       | Psych                                    | генерал-майор Фелтс                  |
| 2010         | с   | Чак                                             | Chuck                                    | полковник Джеймс Келлер              |
| 2010         | с   | Чёрная метка                                    | Burn Notice                              | Джон Барретт                         |
| 2010         | ф   | Пять минаретов в Нью-Йорке                      | New York’ta Beş Minare                   | Беккер                               |
| 2011         | с   | Большая любовь                                  | Big Love                                 | Бад Майбери                          |
| 2011         | в   | S.W.A.T.: Огненная буря                         | S.W.A.T.: Firefight                      | Уолтер Хатч                          |
| 2011         | ф   | Подходящий день, чтобы сделать это              | Good Day for It                          | Люк Кейн                             |
| 2011         | тф  | Красная фракция: Происхождение                  | Red Faction: Origins                     | Алек Мейсон                          |
| 2012—2014    | с   | Настоящая кровь                                 | True Blood                               | Джексон Герво                        |
| 2012—2013    | с   | Последняя надежда                               | Last Resort                              | Джозеф Проссер                       |
| 2012         | ф   | Код доступа «Кейптаун»                          | Safe House                               | Дэниел Кифер                         |
| 2012         | ф   | Кручёный мяч                                    | Trouble with the Curve                   | Винс                                 |
| 2013         | ф   | Поймай толстуху, если сможешь                   | Identity Thief                           | Охотник за головами                  |
| 2013         | ф   | Охотники на гангстеров                          | The Gangster Squad                       | офицер Макс Кеннард                  |
| 2013         | ф   | Лавлэйс                                         | Lovelace                                 | Джон Бормэн                          |
| 2013         | кор | Милость                                         | Mercy                                    | Рэндалл                              |
| 2013         | ки  | LocoCycle                                       | LocoCycle                                | S.P.I.K.E.                           |
| 2013—2014    | с   | Сыны анархии                                    | Sons of Anarchy                          | президент чаптера SOA Сан-Бернардино |
| 2014—2018    | с   | Скорпион                                        | Scorpion                                 | агент Кейб Галло                     |
| 2014         | с   | От заката до рассвета                           | From Dusk till Dawn: The Series          | Джейкоб Фуллер                       |
| 2014         | с   | Сообщество                                      | Community                                | Уолдрон                              |
| 2014         | ф   | Анатомия любви                                  | Endless Love                             | Гарри Эллиот                         |
| 2014         | ф   | Убить гонца                                     | Kill the Messenger                       | Роберт Джей Куэйл                    |
| 2014         | ф   | Скажи                                           | Tell                                     | Эштон                                |
| 2015         | кор | Холодная война                                  | Cold War                                 | мужчина                              |
| 2015         | мс  | Совершенный Человек-паук                        | Ultimate Spider-Man                      | Роберт Фрэнк / Юла                   |
| 2016         | док |                                                 | 21 Days Under the Sky                    | рассказчик                           |
| 2017         | ф   | Призраки Элоиз                                  | Eloise                                   | доктор Грайсс                        |
| 2017         | с   | Предания                                        | Lore                                     | преподобный Элиаким Фелпс            |
| 2018         | ф   | Грань страха                                    | Edge of Fear                             | Jack Pryor                           |
| 2018         | ф   | Тёмные дороги                                   | Back Roads                               | полицейский                          |
| 2019         | ф   | Ядовитая роза                                   | The Poison Rose                          | шеф Уолш                             |
| 2019         | ф   | Захар Беркут                                    | The Rising Hawk                          | Захар Беркут                         |
| 2019         | ф   | Прачечная                                       | Laundromat                               | капитан Перри                        |
| 2019         | ф   | Музыкальная глухота                             | Tone-Deaf                                | Харви                                |
| 2020         | ф   | Честный вор                                     | Honest Thief                             | агент Сэм Бейкер                     |
| 2021         | с   | Ходячие мертвецы                                | The Walking Dead                         | Мейс                                 |
| 2021         | ф   | Шёпоты мёртвого дома                            | What Josiah Saw                          | Иосия Грэхем                         |
| 2021         | ф   | Кодекс киллера                                  | The Protégé                              | Билли Бой                            |
| 2022 — н. в. | с   | Миротворец                                      | Peacemaker                               | Огаст «Огги» Смит / Белый Дракон     |
| 2022         | с   | 1923                                            | 1923                                     | шериф Уильям Макдауэлл               |
| 2023—2024    | с   | Ричер                                           | Reacher                                  | Шейн Ленгстон / Shane Langston       |
| 2023         | с   | Ночной агент                                    | The Night Agent                          | директор ФБР Хокинс                  |

## Награды и номинации
| Год  | Награда          | Категория                      | Фильм/Телесериал          | Результат |
| ---- | ---------------- | ------------------------------ | ------------------------- | --------- |
| 1992 | MTV Movie Awards | Лучший кинозлодей              | Терминатор 2: Судный день | Номинация |
| 1992 | Сатурн           | Лучший киноактёр второго плана | Терминатор 2: Судный день | Номинация |
| 1994 | Сатурн           | Лучший киноактёр               | Огонь в небе              | Номинация |
| 2001 | Сатурн           | Лучший телеактёр               | Секретные материалы       | Победа    |
| 2002 | Сатурн           | Лучший телеактёр               | Секретные материалы       | Номинация |
| 2005 | Jury Awards      | Лучший киноактёр               | The Fix                   | Победа    |